# عثمان قزل أرسلان
عثمان قِزِل أَرْسَلَان أو أتابك قزل أرسلان (القرن 12—1191)— هو كان أتابك أذربيجان (الدولة الالدكزيّة) من العام 1186 إلى 1191. هو ابن شمس الدين الدكيز ومؤمنة خاتون. كان قزل ارسلان سلطانًا للدولة السلجوقيّة العراق في العام 1191.